# 弓山喜代馬
弓山 喜代馬（ゆみやま きよま、1900年8月1日 - 2002年2月）は日本の牧師、日本アッセンブリーズ・オブ・ゴッド教団の指導者。

## 生涯
1900年に、愛媛県で生まれて、中学生の頃から教会に通った。姉の急死がきっかけで、医者を目指して岡山医科大学に入学するが、在学中に信仰がはっきりして献身した。1922年ペンテコステ教会を訪ねた。また、このごろ離婚を経験し生涯独身でいること決心する。さらに、J・ジュルゲンセン(C・F・ジュルゲンセンの息子)に出会い共に聖書を学んだ。ペンテコステ派の教えに触れて感銘を受け、異言を伴う聖霊体験をした。これ以降、米国ペンテコステ派の宣教師たちと一緒に伝道した。1928年弓山が神召教会の牧師に迎えられた。弓山は伝道者養成の必要を感じて、教会内に聖霊神学院を設立した。
1949年3月日本基督教団を離脱した群れが、滝野川の神召教会で創立総会を開き、日本アッセンブリーズ・オブ・ゴッド教団を結成して、初代理事長に選ばれた。1950年、中央聖書神学校が正式に日本アッセンブリーズ・オブ・ゴッド教団によって認可され初代校長になる。
2002年2月召天、101歳。